# Irène Donzelot
Pour les articles homonymes, voir Donzelot.
Irène Donzelot (née le 8 décembre 1988 à Montbéliard) est une athlète française, spécialiste du lancer du disque.

## Biographie
Irène Donzelot est sacrée championne de France du lancer du disque en 2010. Elle se classe deuxième des championnats de France l'année suivante ainsi que troisième en 2012, 2013, 2017 et 2019.

## Palmarès
| Année | Compétition                | Lieu  | Résultat | Marque  |
| ----- | -------------------------- | ----- | -------- | ------- |
| 2021  | Coupe d'Europe des lancers | Split | 15e      | 55,71 m |

## Records
| Épreuve          | Marque  | Lieu       | Date            |
| ---------------- | ------- | ---------- | --------------- |
| Lancer du disque | 59,40 m | Vénissieux | 11 juillet 2020 |